# Senza parole. Accogliere il bambino da 0 a 3 mesi
SENZA PAROLE - Accogliere il bambino da 0 a 3 mesi, è un testo di Grazia Honegger Fresco, pubblicato nel 2002 da edizioni La meridiana partenze.
Il libro si pone come guida ai neogenitori che desiderano approfondire l'aspetto delle cure da donare al/lla neonato/a.

## Contenuti
»
(Grazia Honegger Fresco)
Il libro si pone con una prospettiva diversa rispetto a come si è soliti considerare i bambini: i neonati sono "individui sapienti", in grado di riconoscere i loro desideri e bisogni, nonché di esprimerli attraverso sguardi, piccoli gesti, movimenti, pianti, sorrisi. 
Il libro è anche sintesi di decenni di esperienze realizzate al Centro Nascita Montessori di Roma, nonché frutto di numerose ricerche svolte in diversi paesi e culture. 
Grazie anche alle illustrazioni di Elvira Mastrorilli, il testo appare leggero e piacevole. 

## Struttura
Il libro è costituito da 22 pillole informative che variano dalla scelta del nome per il/la nascituro/a alla preparazione dell'ambiente che lo circonderà, da come gestire il pianto fino ai dubbi sul Nido. 
I capitoli sono molto brevi, appositamente per non stancare il lettore e non sovraccaricarlo di nozioni. 

## Edizioni
- Grazia Honegger Fresco (2002). SENZA PAROLE. Accogliere il bambino da 0 a 3 mesi, Molfetta (BA): La Meridiana. ISBN 978-88-6153-672-2 .
- Grazia Honegger Fresco (2015). SENZA PAROLE. Accogliere il bambino da 0 a 3 mesi, Molfetta (BA): La Meridiana. ISBN 978-88-6153-527-5 .